# DVA Group
DVA Group est une multinationale allemande spécialisée dans l'agrochimie, les produits pharmaceutiques, les sciences de la vie et le plastique, avec des filiales dans plus de vingt pays. Le siège social du groupe est situé à Hambourg, en Allemagne. Il a été créé en 1968.

## Présentation
DVA a été fondée en 1968 en tant que courtier maritime à Hambourg, en Allemagne. La société a ensuite évolué pour devenir un spécialiste des services intégrés dans les domaines du marketing, de la recherche et développement et de la distribution. Aujourd'hui, le groupe DVA opère dans trois divisions :
- DVA Agro : protection des cultures et nutrition des plantes ;
- DVA Plastics : plastiques pour l'ingénierie ;
- DVA Health & Nutrition : additifs alimentaires, matières premières pharmaceutiques et produits vétérinaires.

## Historique
- 1968 : création de DVA à Hambourg, Allemagne.
- 1972 : Horst Damm rejoint la société et établit des activités de négoce d'acier avec l'Asie du Sud-Est.
- 1980 : ouverture du premier bureau à l'étranger de DVA à Pékin.
- 1993 : DVA se diversifie dans le domaine des produits phytopharmaceutiques[3].
- 2001 : Matthias Damm devient PDG du groupe.
- 2003 : DVA entre sur les marchés du Brésil[4],[5], de la Colombie et de l’Inde.
- 2010 : DVA étend ses activités avec des produits de protection des cultures en Afrique.
- 2018 : les nouvelles installations de production de DVA sont mises en service au Mexique et en Argentine.